# Karel Kupka
Pour les articles homonymes, voir Kupka.
Karel Kupka (16 mars 1918, Prague - 14 janvier 1993, Paris) est un artiste, ethnologue et collectionneur français d'origine tchèque.
Fasciné par les origines humaines de l'art, il partit en Australie en 1950 pour s'intéresser aux peintures aborigènes détenues dans les collections muséales du sud-est australien. En 1956, il effectua un premier voyage en Terre d'Arnhem où il rassembla une très importante collection de peintures sur écorce pour le Museum für Völkerkunde de Bâle. Lors deux voyages ultérieurs, il réunit une importante collection de peintures pour le musée national des arts d'Afrique et d'Océanie (aujourd'hui au musée du quai Branly).

## Sources
- De Largy Healy, J. 2010, « Karel Kupka et les maîtres-peintres de la Terre d’Arnhem. La biographie d’une collection d’art aborigène», Gradhiva, 8, p. 198-217.
- Souef, M., 1993, « Avant-propos - Karel Kupka », in Dussart, F. (éd.), La peinture des aborigènes d'Australie. Marseille, éditions Parenthèses, p. 9-16.
- Peltier, P., 2001, « Karel Kupka le témoin essentiel », in Ducreux, A. C., Kohen, A. & Salmon, F. (éds.), Au centre de la Terre d'Arnhem, entre mythes et réalité: art aborigène d'Australie. Mantes-la-Jolie, Musée de l'Hôtel-Dieu, p. 33-38.